# Lars Haltbrekken

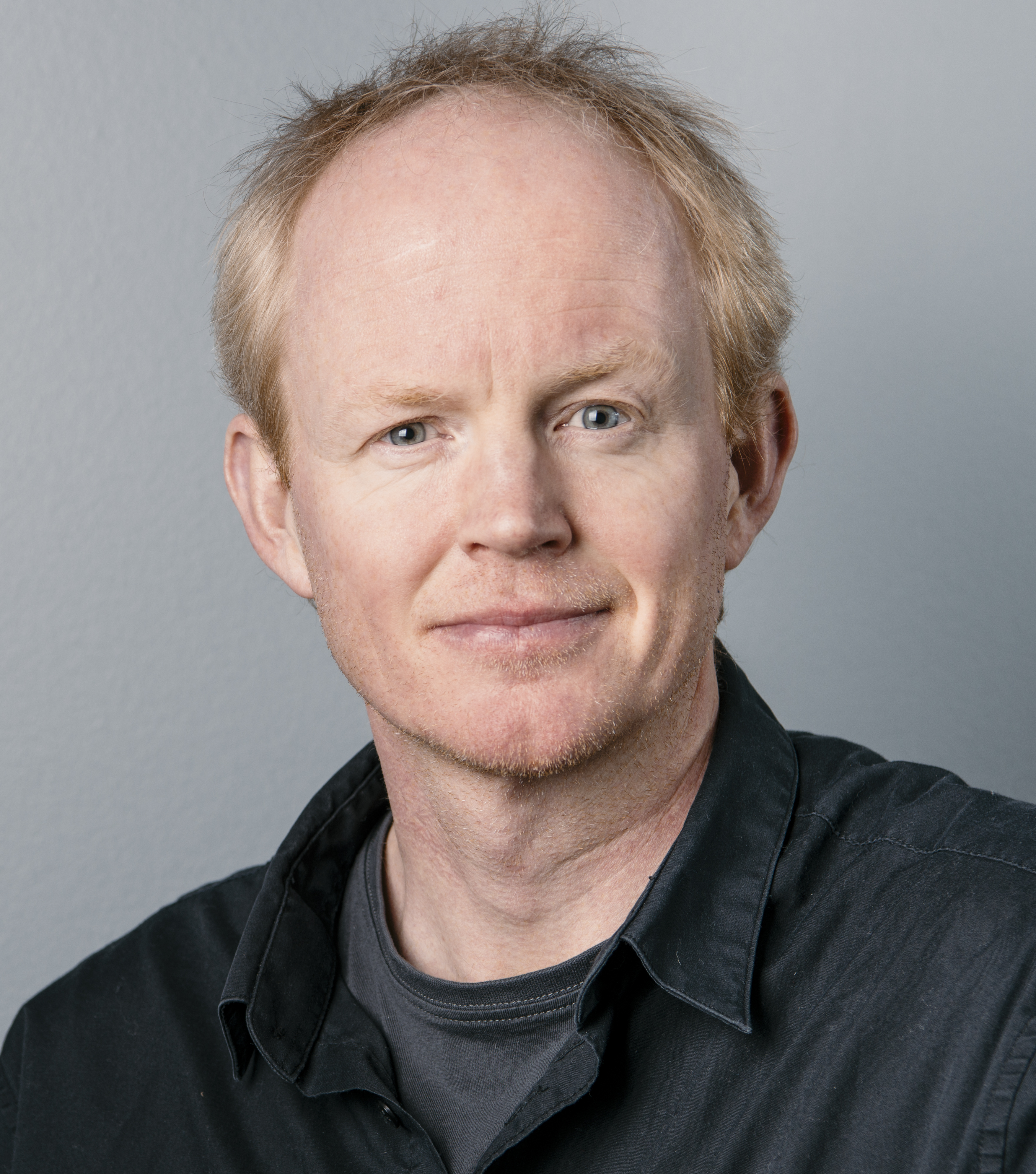
Lars Haltbrekken, 2017

Lars Haltbrekken (* 9. März 1971 in Trondheim) ist ein norwegischer Naturschutzaktivist und Politiker der Sosialistisk Venstreparti (SV), deren stellvertretender Vorsitzender er seit 2025 ist. Seit 2017 ist er Abgeordneter im Storting.

## Leben
In der Zeit von 1995 bis 1996 war er der Vorsitzende der Umweltschutz-Jugendorganisation Natur og Ungdom. Von 1998 bis 2001 arbeitete er als Berater für die norwegische Bauernorganisation Norsk Bonde- og Småbrukarlag. Er stand von 2005 bis 2016 dem Naturschutzbund Naturvernforbundet vor. Er zog sich von seinem Posten zurück, um in den Wahlkampf für die Parlamentswahl 2017 einsteigen zu können.
Haltbrekken zog bei der Wahl 2017 schließlich erstmals in das norwegische Nationalparlament Storting ein. Dort vertritt er den Wahlkreis Sør-Trøndelag und wurde Mitglied im Energie- und Umweltausschuss. In diesem Ausschuss verblieb er auch nach der Stortingswahl 2021. Im März 2023 unterlag er in einer Kampfabstimmung um den SV-Vizevorsitz mit 114 zu 101 Stimmen seiner Parteikollegin Marian Hussein. Im März 2025 wurde er als Nachfolger von Torgeir Knag Fylkesnes, der nicht erneut kandidierte, neuer stellvertretender Parteivorsitzender.